# آذری‌های قرقیزستان
آذری‌های قرقیزستان (ترکی آذربایجانی: Qırğızıstan azərbaycanlıları) گروهی از مردمان آذری ساکن در قرقیزستان که به عنوان آذری‌های خارج از وطن شناخته می‌شوند و شهروند قرقیزستان با قومیت آذری می‌باشند. پیشینه مهاجرت و سکونت اقوام آذربایجانی در قرقیزستان به دوران امپراطوری روسیه و شوروی سابق بازمی گردد که هر دو کشور کنونی قرقیزستان و جمهوری آذربایجان در یک قلمروی مشترک بودند؛ همین امر سبب مهاجرت آذری‌ها به این کشور شده‌است. بر اساس آخرین سرشماری قومی دولت قرقیزستان در سال ۲۰۰۹ میلادی، شمار اقوام آذری ۱۷،۲۶۷ نفر معادل با ۰٫۳٪ از جمعیت این کشور گزارش شده بود.

## جمعیت شناسی
| ۳٬۶۳۱ | ۰٫۴ | ۷٬۷۲۴ | ۰٫۵ | ۱۰٬۴۲۸ | ۰٫۵ | ۱۲٬۵۳۶ | ۰٫۴ | ۱۷٬۲۰۷ | ۰٫۵ | ۱۵٬۷۷۵ | ۰٫۴ | ۱۴٬۰۱۴ | ۰٫۳ | ۱۷٬۲۶۷ | ۰٫۳ |
| ۱ Source: . ۲ Source: . ۳ Source: . ۴ Source: . ۵ Source: . ۶ Source: . ۷ Source: بایگانی‌شده در ۱۳ نوامبر ۲۰۱۳ توسط Wayback Machine. ۸ Source: |     |       |     |        |     |        |     |        |     |        |     |        |     |        |     |